# Громадзиці (Свентокшиське воєводство)
Громадзиці (пол. Gromadzice) — село в Польщі, у гміні Бодзехув Островецького повіту Свентокшиського воєводства.
Населення — 493 особи (2011).
У 1975-1998 роках село належало до Келецького воєводства.

## Демографія
Демографічна структура на день 31 березня 2011 року:
|          | Загалом | Допрацездатний вік | Працездатний вік | Постпрацездатний вік |
| -------- | ------- | ------------------ | ---------------- | -------------------- |
| Чоловіки | 258     | 58                 | 174              | 26                   |
| Жінки    | 235     | 46                 | 127              | 62                   |
| Разом    | 493     | 104                | 301              | 88                   |